# Samfya (Distrikt)

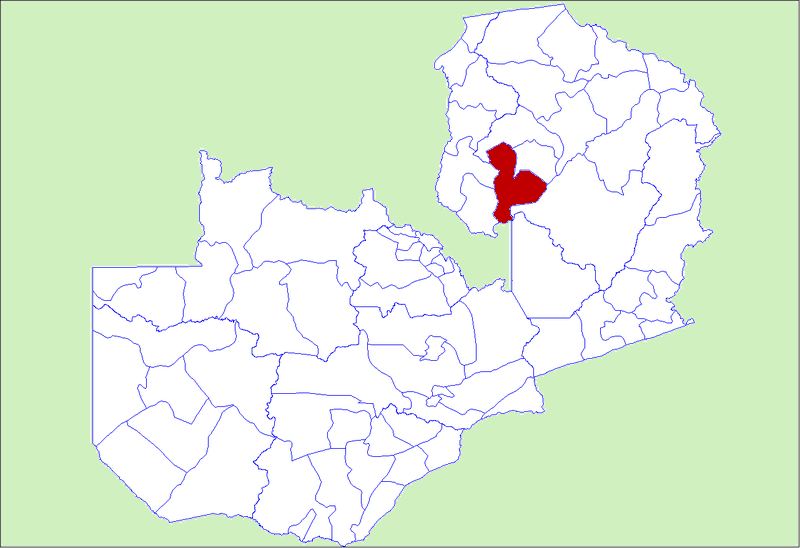
Ehemalige Ausdehnung des Distriktes bis zur Abspaltung der Distrikte Chifunabuli und Lunga

Samfya ist einer von zwölf Distrikten in der Provinz Luapula in Sambia. Er hat eine Fläche von 3324 km² und es leben 147.190 Menschen in ihm (2022). Von ihm wurde 2011 der Distrikt Lunga abgespalten und 2018 der Distrikt Chifunabuli. Hauptstadt des Distrikts ist die Stadt Samfya.

## Geografie
Der Distrikt befindet etwa 380 Kilometer nördlich von Lusaka. Er liegt im Mittel auf einer Höhe von etwa 1160 m über dem Meeresspiegel in den Bangweulusümpfen. Der Distrikt ist sehr flach und es liegen mehrere Seen in der sumpfigen Landschaft, wie der Kampolombo- und der Kangwena-See. Im Norden wird er durch den Bangweulusee begrenzt. Der Luapula bildet die Ostgrenze. Dort befindet sich auch das Kalasa-Mukoso-Schutzgebiet mit einer Fläche von 675 km².
Der Distrikt grenzt im Westen an die Distrikte Milengi und Mansa, im Norden an Chifunabuli, im Osten an Lunga und den Lavushimanda Distrikt in der Muchinga Provinz. Im Süden grenzt er an Haut-Katanga in der Demokratischen Republik Kongo.
Samfya ist in 8 Wards aufgeteilt:
- Chimana
- Isamba
- Kapata
- Kapilibila
- Katanshya
- Lumamya
- Mano
- Musaba

## Infrastruktur
Die meisten Wege im Distrikt sind nur mit Allradantrieb zu passieren. Das Boot gehört zu den wichtigsten Transportmitteln im Distrikt.